# Trichoplax adhaerens
Genre
Espèce
Trichoplax adhaerens est une espèce de placozoaires.

## Génétique et physiologie
Le génome de Trichoplax adhaerens comporte environ 98 millions de paires de bases et 11 500 gènes, dont près de 87 % ont leurs correspondants chez d'autres animaux.
L'organisme de Trichoplax adhaerens est constitué de deux couches reliées par des cellules en forme de fibre. On dénombre au total six types cellulaires dont notamment, dans la couche ventrale, des cellules glandulaires (secrétant des molécules servant à la communication), des cellules lipophiles (contenant des granules huileux) et des cellules épithéliales ciliées.

## Systématique et taxonomie
Découvert en 1883, Trichoplax adhaerens est considéré jusqu'en 2018 comme l'unique espèce de l'embranchement des Placozoaires. En 2018 on découvre une autre espèce (Hoilungia hongkongensis) placée dans la même famille (Trichoplacidae), puis en 2019 une troisième (Polyplacotoma mediterranea) placée dans une seconde famille (non encore nommée).